# Sergueï Semak
Pour les articles homonymes, voir Semak.
Sergueï Bogdanovitch Semak (en russe : Сергей Богданович Семак), né le 27 février 1976 à Sytchanske (en) dans l'oblast de Louhansk, est un footballeur russe ayant évolué au milieu de terrain entre 1992 et 2013 avant de se reconvertir comme entraîneur.
Il entraîne le Zénith Saint-Pétersbourg depuis le mois de mai 2018.

## Biographie

### Carrière de joueur

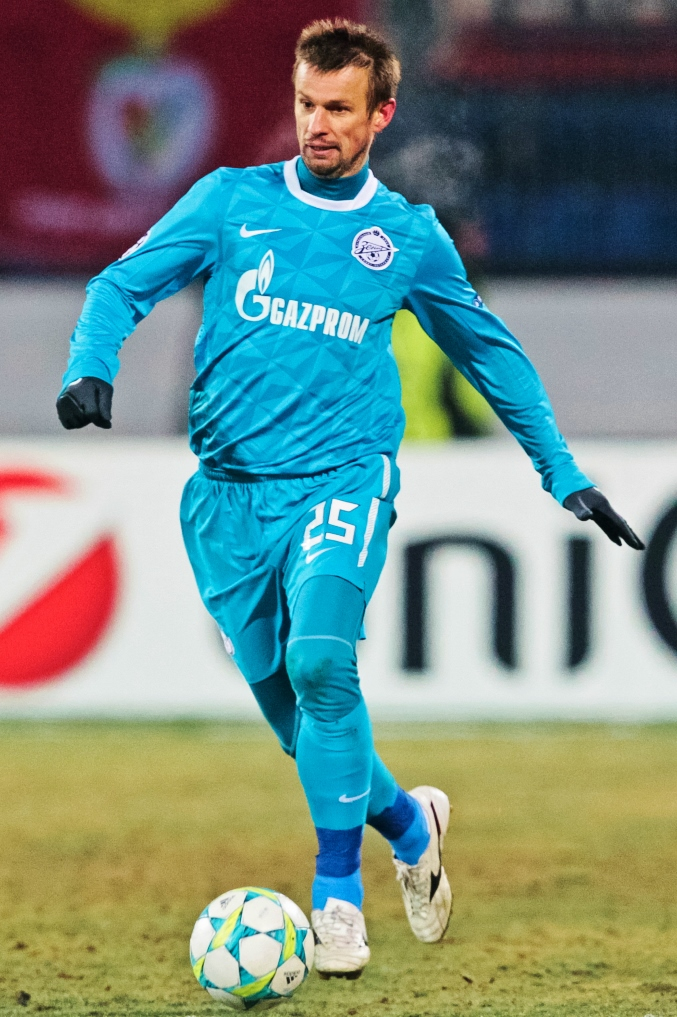
Sergueï Semak en 2012.

Sergeï Semak débute dans le championnat de Russie au FC Asmaral en 1993 avant de rejoindre le CSKA Moscou. 
Après avoir passé 10 ans au CSKA, il devient un symbole du club et le chouchou des supporters. 
Il est découvert en France lorsque, après avoir ouvert la marque face au Paris Saint-Germain le 29 septembre 2004, il inscrit un triplé dans le second match opposant les deux clubs lors de la première phase de la Ligue des Champions 2004-2005. Semak rejoint le Paris SG lors du mercato à la demande de l'entraîneur parisien d'alors, Vahid Halilhodžić. Le transfert avoisine les 2,5 M€ (6 mois de prêt avec option d'achat obligatoire). 
En février 2006, Sergeï Semak n'ayant pu s'imposer au PSG, exprime son envie de quitter le club et est transféré un an après son arrivée, au FK Moscou pour une indemnité de transfert de l'ordre de 3 M€.
Le 22 avril 2007, il marque le centième but de sa carrière contre son ancien club le CSKA Moscou.
À la fin de janvier 2008, il est transféré au Rubin Kazan avec lequel il signe un contrat portant sur trois saisons. Il est nommé capitaine dès la saison 2008. Il débute sous ses nouvelles couleurs le 16 mars 2008 pour la première journée du championnat de Russie contre le Lokomotiv Moscou, le match se termina par la victoire 1:0. Son premier but pour Roubine est marqué pour la troisième journée du championnat contre le Zénith Saint-Pétersbourg, concluant une victoire inattendue 3:1 - ce match était pour Semak, le 350e dans le championnat russe. Pour la première fois de son histoire, Kazan remporte cette année le titre de Champion de Russie, avant de récidiver en 2009.
Au mois d'août 2010, il est transféré au Zénith Saint-Pétersbourg. Il met fin à sa carrière de joueur à l'issue de la saison 2012-2013.

### Carrière internationale
Il fait ses débuts en équipe nationale en novembre 1997 face à l'Italie. Sélectionné lors de la coupe du monde 2002 en Corée et au Japon, il n'est aligné dans aucun match. Il n'est pas retenu en équipe nationale à l'occasion de l'Euro 2004 disputé au Portugal. Au 1er janvier 2005 il compte 43 sélections et 4 buts depuis 1997 en équipe de Russie.
Au début de sa carrière internationale, en 1995, il avait disputé trois rencontres avec l'équipe olympique de Russie.
Le 23 mai 2008, Semak revient après une longue pause dans l'équipe nationale lors du match contre le Kazakhstan. Il a été le capitaine de l'équipe et il a par la suite conservé le brassard pour l'Euro 2008 où la Russie atteignit les demi-finales. Il fut notamment lors de cette compétition le passeur décisif au moment de l'ouverture du score russe de Roman Pavlioutchenko. Ce jour-là, la Russie réalisa une performance hors-norme durant un match qualifié par L'Équipe comme un match d'une « intensité exceptionnelle », dominant dans tous les secteurs de jeu les Néerlandais grâce à de bons choix tactiques de Guus Hiddink (3-1).
Malheureusement, la Russie ne confirma sa bonne prestation de l'Euro 2008. Après un très bon parcours dans son groupe, Semak et la Sbornaïa terminent derrière l'Allemagne et doivent battre la Slovénie en barrages. En Russie, alors que son équipe mène 2-0, la Slovénie réduit l'écart en toute fin de match. Le but encaissé fut fatal : la Slovénie gagne 1-0 le match retour avec un but en toute fin de première mi-temps. Ce match suscita de vives polémiques, la Slovénie ayant eu un arbitrage « bien trop favorable » selon les Russes qui furent réduits à 9 alors que les Slovènes « effectuaient autant de fautes sans qu'elles soient sanctionnées ». La requête de disqualification de la Slovénie auprès de la FIFA par les Russes fut refusée.

### Carrière d'entraîneur
Dès la fin de sa carrière, Semak rejoint l'encadrement technique du Zénith Saint-Pétersbourg, devenant adjoint de l'entraîneur Luciano Spalletti en juin 2013. Après le renvoi de ce dernier en mars 2014, il occupe brièvement la position d'entraîneur principal par intérim jusqu'à la nomination d'André Villas-Boas qui le voit revenir à son poste d'adjoint. Au mois d'août 2014, il rejoint en parallèle l'encadrement de l'équipe nationale russe sous Fabio Capello à la fin du mois d'août 2014. Il occupe ensuite ce poste jusqu'en août 2016, restant malgré le remplacement de Capello par Leonid Sloutski en août 2015.
Il est nommé entraîneur principal du FK Oufa, club de première division russe, à la fin du mois de décembre 2016. Sous ses ordres, l'équipe termine dans un premier temps septième à l'issue de la saison 2016-2017 avant d'enchaîner dès l'exercice suivant sur une sixième place qualificative pour la Ligue Europa. Il quitte cependant le club à l'issue de cette deuxième saison pour retrouver le Zénith Saint-Pétersbourg en mai 2019, étant nommé entraîneur principal en remplacement de Mircea Lucescu. Son premier match, un match aller de troisième tour de qualification à la Ligue Europa face au Dinamo Minsk, s'achève sur une large défaite inattendue 4-0, qui est suivie une semaine plus tard d'une remontée de son équipe, qui l'emporte sur le score fleuve de 8-1 à l'issue de la prolongation,. Pour sa première saison en championnat, il parvient à remporter la compétition et devient le premier à remporter le championnat russe à la fois en tant que joueur et entraîneur. Il est par la suite nommé meilleur entraîneur de la saison.

## Statistiques

### Statistiques de joueur
| Saison                | Club                     | Championnat           | Championnat | Championnat | Coupe(s) nationale(s) | Coupe(s) nationale(s) | Compétition(s) continentale(s) | Compétition(s) continentale(s) | Compétition(s) continentale(s) | Total | Total |
| Saison                | Club                     | Division              | M.          | B.          | M.                    | B.                    | Comp.                          | M.                             | B.                             | M.    | B.    |
| 1992                  | Presnia Moscou           | D3                    | 19          | 4           | -                     | -                     | -                              | -                              | -                              | 19    | 4     |
| 1992                  | Karelia Petrozavodsk     | D3                    | 3           | 0           | -                     | -                     | -                              | -                              | -                              | 3     | 0     |
| Sous-total            | Sous-total               | Sous-total            | 22          | 4           | -                     | -                     | -                              | -                              | -                              | 22    | 4     |
| 1993                  | Asmaral Moscou           | D1                    | 8           | 1           | 1                     | 0                     | -                              | -                              | -                              | 9     | 1     |
| 1994                  | Asmaral Moscou           | D2                    | 13          | 2           | -                     | -                     | -                              | -                              | -                              | 13    | 2     |
| Sous-total            | Sous-total               | Sous-total            | 21          | 3           | 1                     | 0                     | -                              | -                              | -                              | 22    | 3     |
| 1994                  | CSKA Moscou              | D1                    | 5           | 1           | 2                     | 1                     | C2                             | 1                              | 0                              | 8     | 2     |
| 1995                  | CSKA Moscou              | D1                    | 22          | 4           | 1                     | 2                     | -                              | -                              | -                              | 23    | 6     |
| 1996                  | CSKA Moscou              | D1                    | 31          | 6           | 1                     | 0                     | C3                             | 4                              | 0                              | 36    | 6     |
| 1997                  | CSKA Moscou              | D1                    | 32          | 5           | 2                     | 2                     | -                              | -                              | -                              | 34    | 7     |
| 1998                  | CSKA Moscou              | D1                    | 29          | 9           | 3                     | 0                     | -                              | -                              | -                              | 32    | 9     |
| 1999                  | CSKA Moscou              | D1                    | 29          | 12          | 4                     | 1                     | C1                             | 2                              | 0                              | 35    | 13    |
| 2000                  | CSKA Moscou              | D1                    | 30          | 8           | 5                     | 1                     | C3                             | 2                              | 0                              | 37    | 9     |
| 2001                  | CSKA Moscou              | D1                    | 26          | 5           | -                     | -                     | -                              | -                              | -                              | 26    | 5     |
| 2002                  | CSKA Moscou              | D1                    | 24          | 6           | 3                     | 2                     | C3                             | 2                              | 0                              | 29    | 8     |
| 2003                  | CSKA Moscou              | D1                    | 24          | 7           | -                     | -                     | -                              | -                              | -                              | 24    | 7     |
| 2004                  | CSKA Moscou              | D1                    | 30          | 5           | 5                     | 0                     | C1                             | 10                             | 4                              | 45    | 9     |
| Sous-total            | Sous-total               | Sous-total            | 282         | 68          | 26                    | 9                     | -                              | 21                             | 4                              | 329   | 81    |
| 2004-2005             | Paris Saint-Germain      | D1                    | 13          | 1           | 1                     | 0                     | -                              | -                              | -                              | 14    | 1     |
| 2005-2006             | Paris Saint-Germain      | D1                    | 13          | 0           | 4                     | 0                     | -                              | -                              | -                              | 17    | 0     |
| Sous-total            | Sous-total               | Sous-total            | 26          | 1           | 5                     | 0                     | -                              | -                              | -                              | 31    | 1     |
| 2006                  | FK Moscou                | D1                    | 28          | 7           | 3                     | 0                     | CI                             | 4                              | 0                              | 35    | 7     |
| 2007                  | FK Moscou                | D1                    | 29          | 5           | 9                     | 2                     | -                              | -                              | -                              | 38    | 7     |
| Sous-total            | Sous-total               | Sous-total            | 57          | 12          | 12                    | 2                     | -                              | 4                              | 0                              | 73    | 14    |
| 2008                  | Rubin Kazan              | D1                    | 27          | 5           | -                     | -                     | -                              | -                              | -                              | 27    | 5     |
| 2009                  | Rubin Kazan              | D1                    | 26          | 6           | 3                     | 0                     | C1                             | 6                              | 0                              | 35    | 6     |
| 2010                  | Rubin Kazan              | D1                    | 8           | 1           | -                     | -                     | C3                             | 2                              | 1                              | 10    | 2     |
| Sous-total            | Sous-total               | Sous-total            | 61          | 12          | 3                     | 0                     | -                              | 8                              | 1                              | 72    | 13    |
| 2010                  | Zénith Saint-Pétersbourg | D1                    | 12          | 2           | -                     | -                     | C1+C3                          | 2+3                            | 0                              | 17    | 2     |
| 2011-2012             | Zénith Saint-Pétersbourg | D1                    | 20          | 5           | 3                     | 0                     | C3+C1                          | 2+5                            | 1+1                            | 30    | 7     |
| 2012-2013             | Zénith Saint-Pétersbourg | D1                    | 16          | 2           | 3                     | 1                     | C1+C3                          | 3+3                            | 0+1                            | 25    | 4     |
| Sous-total            | Sous-total               | Sous-total            | 48          | 9           | 6                     | 1                     | -                              | 18                             | 3                              | 72    | 13    |
| Total sur la carrière | Total sur la carrière    | Total sur la carrière | 517         | 109         | 53                    | 12                    | -                              | 51                             | 8                              | 621   | 129   |

### Statistiques d'entraîneur
| Zénith Saint-Pétersbourg (intérim) | 11 mars 2014     | 20 mars 2014 | 2   | 1   | 0  | 1  | 50,0 |
| FK Oufa                            | 30 décembre 2016 | 29 mai 2018  | 46  | 17  | 13 | 16 | 37,0 |
| Zénith Saint-Pétersbourg           | 29 mai 2018      | en cours     | 206 | 125 | 40 | 41 | 60,7 |
| Total                              | Total            | Total        | 262 | 143 | 53 | 58 | 54,6 |

## Palmarès

### Palmarès de joueur
CSKA Moscou
- Champion de Russie en 2002 et 2003.
- Vice-champion de Russie en 1998 et 2004.
- Vainqueur de la Coupe de Russie en 2002.
- Finaliste de la Coupe de Russie en 2000.
- Vainqueur de la Supercoupe de Russie en 2004.

 FK Moscou
- Finaliste de la Coupe de Russie en 2007.

 Rubin Kazan
- Champion de Russie en 2008 et 2009.
- Finaliste de la Supercoupe de Russie en 2009.

 Zénith Saint-Pétersbourg
- Champion de Russie en 2010.
- Vainqueur de la Supercoupe de Russie en 2011.
- Finaliste de la Supercoupe de Russie en 2012.

### Palmarès d'entraîneur
Zénith Saint-Pétersbourg
- Champion de Russie en 2019, 2020, 2021, 2022, 2023 et 2024.
- Vainqueur de la Coupe de Russie en 2020 et 2024.
- Vainqueur de la Supercoupe de Russie en 2020, 2021, 2022 et 2023.
- Finaliste de la Supercoupe de Russie en 2019.